# 아기주도이유식
아기주도이유식(Baby-led weaning, BLW)은 보호자가 먹여주지 않고 아기가 스스로 이유식을 먹도록 하는 육아 방법을 말한다.

## 역사
2008년 영국의 질 래플리(Gill Rapley)가 쓴 저서 'Baby-led Weaning: Helping Your Baby to Love Good Food'에서 아기주도이유식(Baby-led Weaning, BLW)이라는 말이 처음 사용되었다.

## 방법
아기가 직접 분유나 모유가 아닌 일반 음식을 먹도록 하며, 가족과 함께 식사한다. 음식은 퓨레나 미음 같은 종류보다는 아기가 손으로 잡기 편한 형태의 것으로 준비한다. 단, 생후 6개월 이후에 아기가 충분히 일반 음식을 먹을 수 있을 준비가 되었을 때 시작한다.

## 같이 보기
- 이유식
- 육아